# 켄 루이스
켄 루이스(영어: Ken Lewis)는 뉴욕 출신의 미국의 음악 프로듀서, 믹싱 엔지이너, 악기 연주자이다.

## 내력
오하이오주 신시네티 출생으로 10살때부터 기타를 배웠다. 오하이오주의 라코타 고등학교를 1988년도에 졸업하고 1991년도에 버클리 음악 대학에서 학사 학위를 받았다. 에미넴의 "Recovery", 칸예 웨스트의 "The College Dropout" 등의 앨범을 프로듀스하여 그래미상에 7번 후보로 올랐다. 그 외에도 드레이크의 "Believe Me", 브루노 마스의 "Uptown Funk" 와 같은 많은 히트곡들에 작곡가, 편곡가, 엔지니어로 참여하였다. 또한 K-Pop 아티스트 비, F.T. Island, 방탄소년단, 보아 등의 곡들에도 믹싱 엔지니어로 참여하였다.